# التو دو پینا (لیزبون)
التو دو پینا (لیزبون) (به پرتغالی: Alto do Pina (Lisbon)) یک سکونتگاه مسکونی در پرتغال است که در لیسبون واقع شده‌است.

## خصوصیات
التو دو پینا ۱۰٬۲۵۳ نفر جمعیت دارد.